# Sébastien Norblin
Pour les articles homonymes, voir Norblin.
Sébastien Norblin, dit Sobeck, né le 24 février 1796 à Varsovie (Prusse-Méridionale, actuelle Pologne) et mort le 18 août 1884 à Paris, est un peintre français.

## Biographie

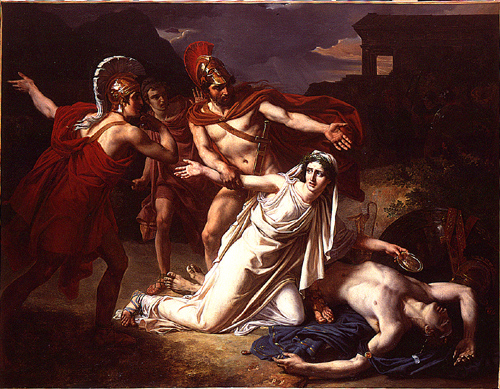
Antigone donnant la sépulture à Polynice, 1825, Paris, École nationale supérieure des beaux-arts.

Né à Varsovie en Prusse-Méridionale du second mariage de Jean-Pierre Norblin de La Gourdaine avec Marie Madeleine Kopsch, Sébastien Louis Guillaume Norblin de la Gourdaine est le demi-frère du musicien Louis Norblin et du sculpteur Alexandre-Jean-Constantin Norblin.
Il arrive en France en 1804. Après sa formation à l'École des beaux-arts sous la direction de François-André Vincent, Merry-Joseph Blondel et Jean-Baptiste Regnault, il est lauréat du grand prix de Rome en 1825 avec Antigone donnant la sépulture à Polynice. Il réside à Rome à la villa Médicis de 1826 à 1830 et reste encore deux ans en Italie.
Il enseigne aux Beaux-Arts de Paris et a pour élève Alexandre Antigna en 1837.
Sébastien Norblin mène une carrière de peintre d’histoire sous la monarchie de Juillet et le Second Empire.
Proche de la diaspora polonaise à Paris, dont il demeurera durant toute sa vie particulièrement proche, qui plus est après l’échec de l’insurrection de la Pologne en 1830-1831 qui voit affluer une importante émigration à Paris.
Il participe vers 1856 à la restauration de l'hôtel Lambert du prince Czartoryski, en réalisant notamment plusieurs séries de peintures (Les Signes du Zodiaque, Divinités symbolisant les astres).
Son œuvre est constituée à la fois de paysages, à l'ambiance parfois fantastique, de reconstitutions historiques et de sujets religieux qui servirent notamment à la décoration de nombreuses églises.
Il est décoré de la Légion d'honneur en 1859.
De 1827 à 1876, il est très régulièrement exposé au Salon.

## Œuvres
France
- Beaucaire, église Saint-Paul : La Prédication de Saint-Paul, 1860, offert par Napoléon III en 1861.
- Douai, musée de la Chartreuse.
- Le Havre, cathédrale Notre-Dame, : Vierge à l'Enfant, 1836.
- Lyon, musée des Beaux-Arts : Allégorie du Jour et des Saisons, 1856.
- Mantes-la-Jolie, collégiale Notre-Dame : Saint Paul prêchant à l'Aréopage d'Athènes, 1844.
- Orléans, musée des Beaux-Arts :
  - Cyparisse mourant sur son cerf, Salon de 1827, huile sur toile, 185 × 228 cm[4].
  - La Mort d'Ugolin et de ses enfants dans la tour de la faim, Salon de 1833, huile sur toile, 326 × 416 cm[5].
- Paris :
  - École nationale supérieure des beaux-arts : Antigone donnant la sépulture à Polynice, 1825.
  - église Notre-Dame-des-Blancs-Manteaux : Saint Pierre recevant les clefs, 1863.
  - église Saint-Jacques-du-Haut-Pas :
    - décoration du plafond, 1850 ;
    - Les Sept Sacrements, 1851 ;
    - Les Quatre Évangélistes, 1854.

  - église Saint-Louis-en-l'Île.
  - église Saint-Nicolas-des-Champs : Hérodiade recevant la tête de saint Jean Baptiste, 1849.
  - église Saint-Roch, chapelle Sainte-Suzanne :
    - Maximin reculant à la vue de l'ange qui protège Sainte Suzanne, 1857 ;
    - La Mort de sainte Suzanne, 1858.
- Rennes, musée des Beaux-Arts :
  - Putto et cygne, dessin ;
  - Un génie, dessin ;
  - Putti jouant, dessin ;
  - Putti, dessin ;
  - Étude de tête, dessin.
- Saint-Mamet-la-Salvetat, église Saint-Mamet : Le Martyre de saint Laurent, 1846.
- Savigny-lès-Beaune, église paroissiale Saint-Cassien : Saint Pierre, 1846.
- Versailles, musée national des châteaux de Versailles et de Trianon :
  - François Ier et Charles-Quint visitent les tombeaux de Saint-Denis. 13 janvier 1540, 1837, copie d'après l'œuvre d'Antoine Jean Gros conservée au musée du Louvre[6] ;
  - Balthazar Castiglione (1478-1529), 1836, copie d'après l'œuvre de Raphaël conservée au musée du Louvre[7].

Pologne
- Kozłówka, musée Zamoyski : Stanisław Kostka Zamoyski avec sa femme et sa famille, 1884.
- Poznań[Où ?].

Œuvres de Sébastien Norblin
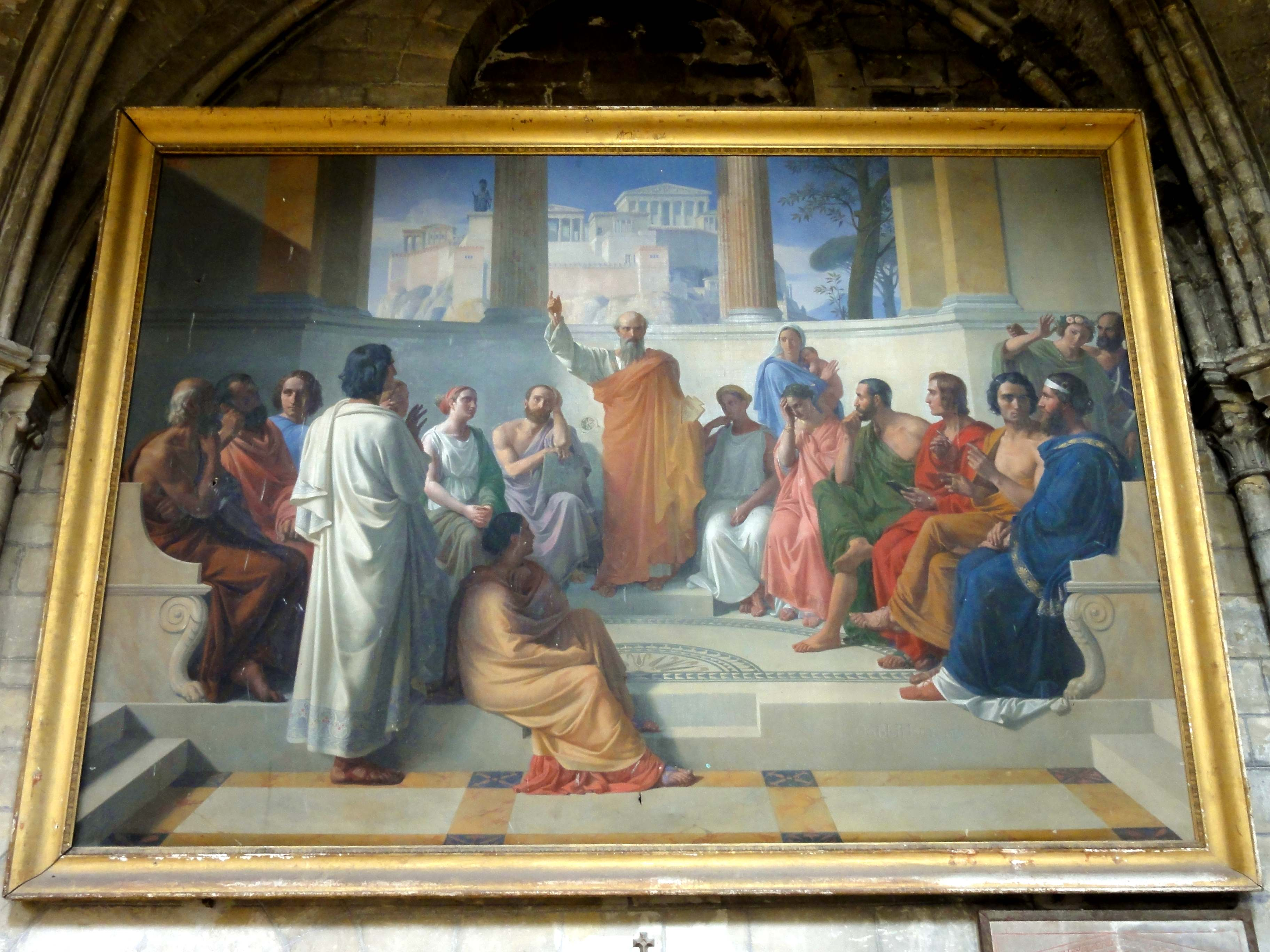
Saint Paul prêchant à l'Aréopage d'Athènes, 1844, collégiale Notre-Dame de Mantes-la-Jolie.
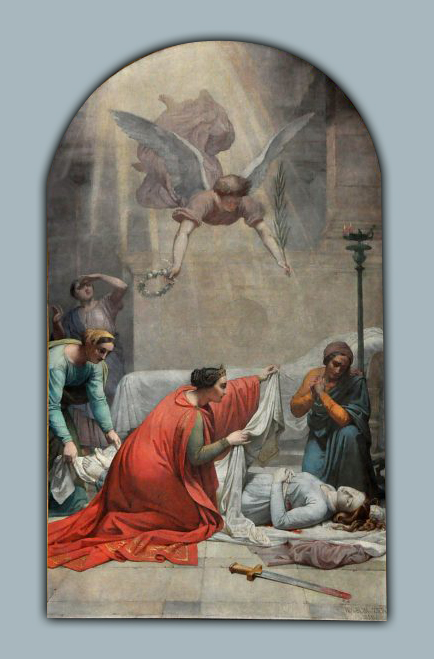
La Mort de sainte Suzanne, 1858, Paris, église Saint-Roch.
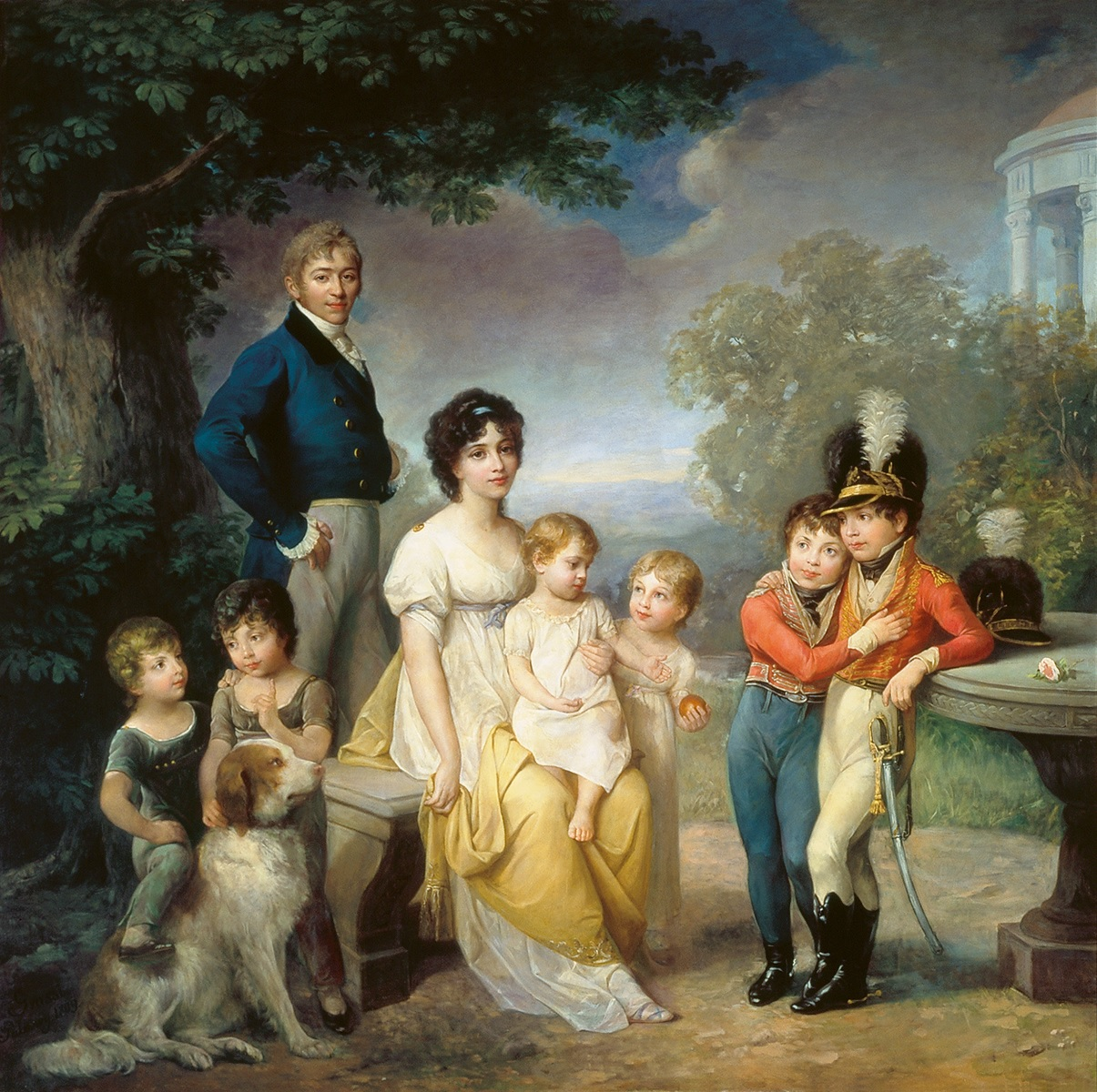
Stanisław Kostka Zamoyski avec sa femme et sa famille, 1884, Kozłówka, musée Zamoyski.
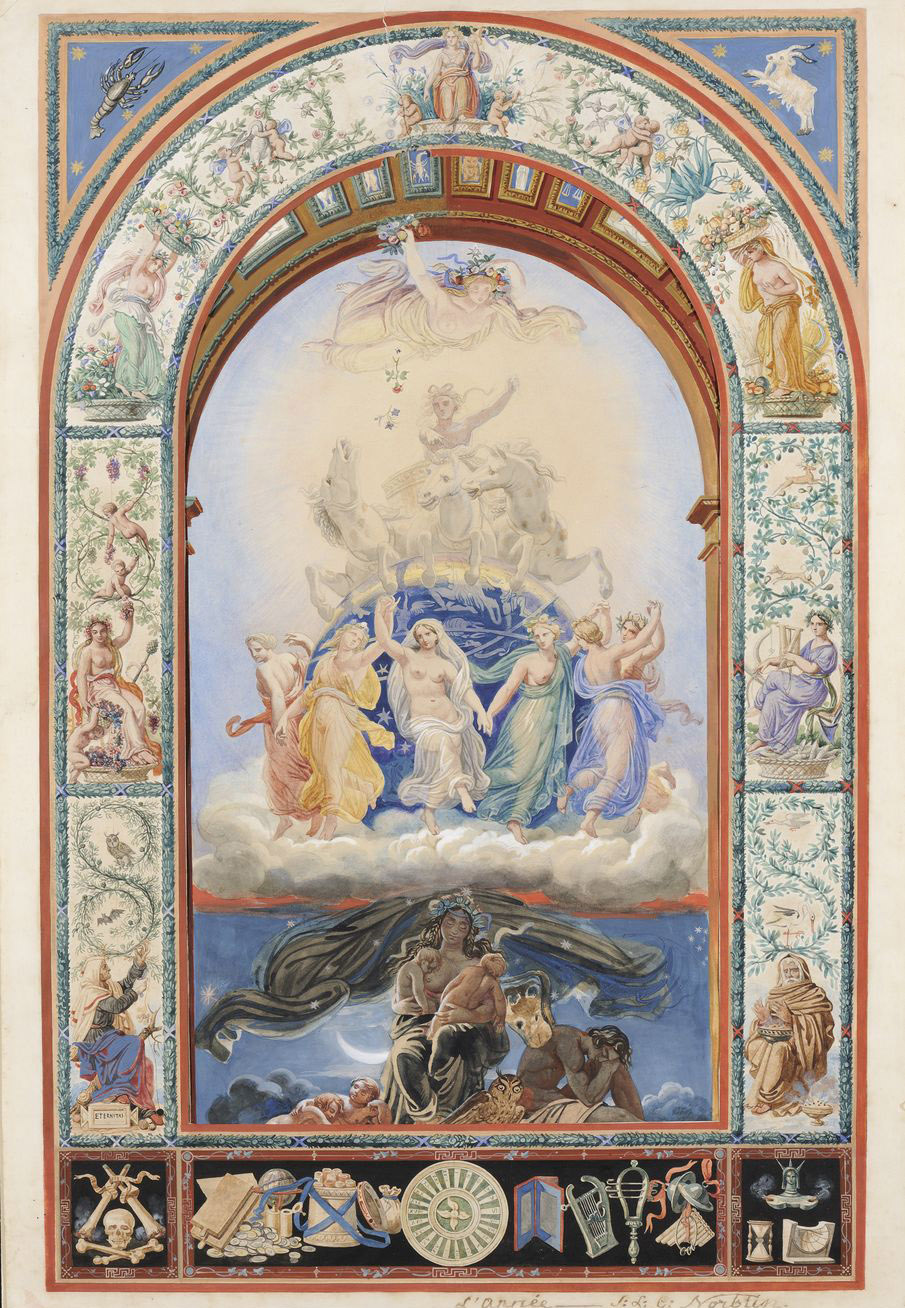
Allégorie du Jour et des Saisons, 1856, musée des Beaux-Arts de Lyon.

## Élèves
- Alexandre Antigna, en 1837.
- Victor Casimir Zier.